# Hanna Dauberger
Hanna Dauberger (* 19. September 1872 als Johanna Kozumplik in Wien, Österreich-Ungarn; † 16. Mai 1957 ebenda) war eine österreichische Schauspielerin (Künstlername: Hanna Castaldo) und Schriftstellerin.

## Leben, Werk und Wirkung

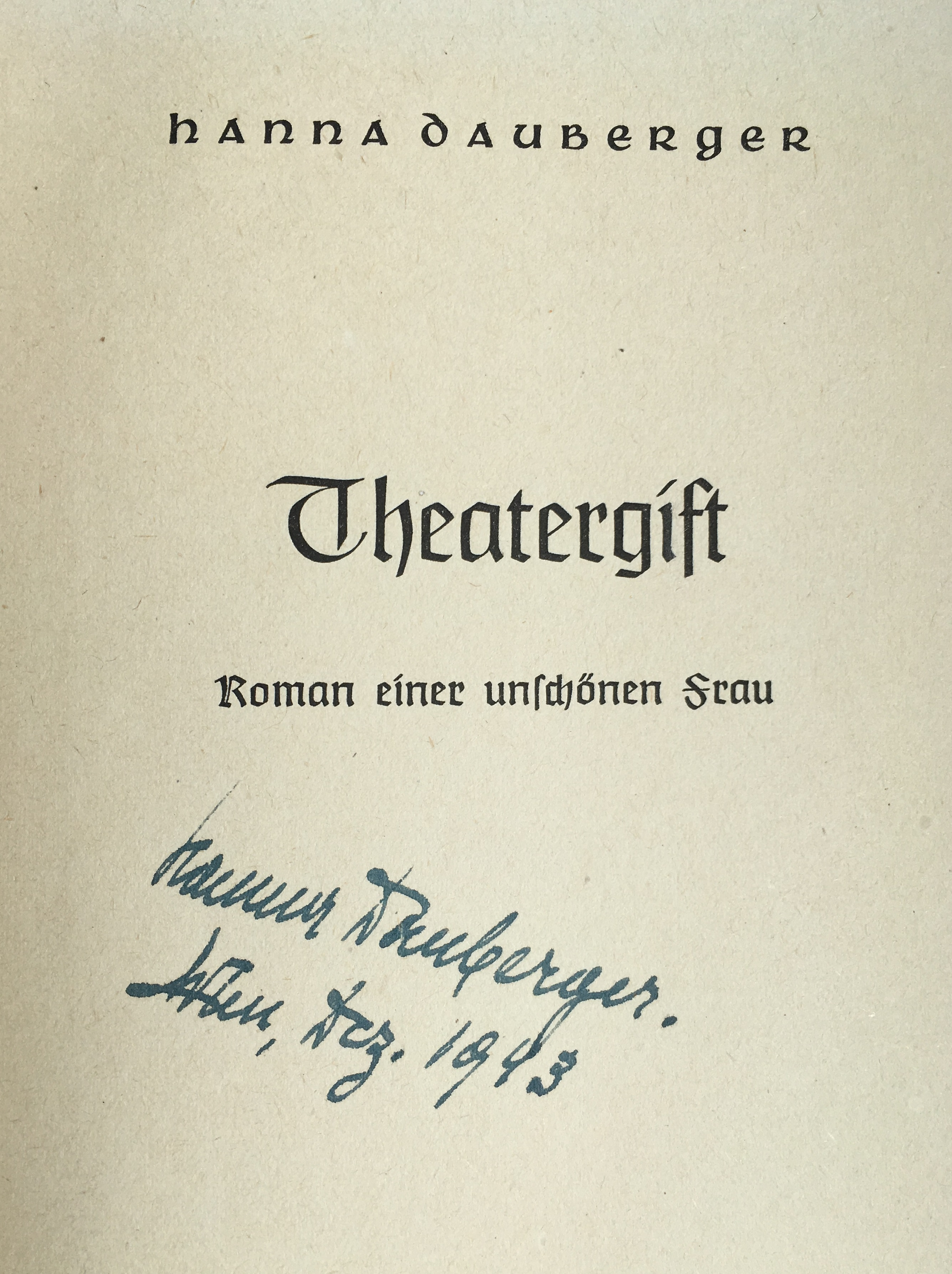
Hanna Daubergers Autobiografie „Theatergift“ mit ihrer handschriftlichen Widmung vom Dezember 1943

Hanna Daubergers 1935 veröffentlichte Autobiografie „Theatergift. Roman einer unschönen Frau“, die ein persönliches Bild des Wiens der Jahrhundertwende sowie des Provinz-Theaterlebens zeichnet, wurde im Jahr 2005 von der Volksschauspielerin Hilde Sochor als Hörbuch eingelesen. Unmittelbar nach Ende des Zweiten Weltkriegs gab Dauberger eine Sammlung von Flüsterwitzen heraus, deren Verbreitung während der Nazi-Herrschaft lebensgefährlich war und im Jahr 2010 von Reinhard Müller unter dem Titel „Auf Lachen steht der Tod!“ erneut herausgegeben wurde. Autobiografisch gefärbt ist auch ihre Anekdoten-Sammlung „Lauter Berühmtheiten und ich“ (1947).
Hanna Dauberger wurde am 20. Mai 1957 am Hütteldorfer Friedhof (Gruppe 2, Nummer 364), begraben.

## Veröffentlichungen

### Selbständige Bücher
- „Theatergift“ (1935)
- „Wiener. Ein ebenso heiteres wie besinnliches Buch über die Donaustadt und ihre Einwohner“ (1944)
- „Wien wehrt sich mit Witz“ (1945)
- „Lauter Berühmtheiten und ich“ (1947)

### Bearbeitungen
- „Hilde Sochor liest ‚Theatergift. Lebensbild einer unschönen Frau‘“. 3-CD-Box-Set Preiser Records (2005).
- Minni Schwarz, Hanna Dauberger; Reinhard Müller (Hrsg.): „Auf Lachen steht der Tod!“ Österreichische Flüsterwitze im Dritten Reich. Wiederauflage der Sammlung, Studienverlag, Innsbruck 2009, ISBN 978-3-7065-4719-2 (552 Beispiele, erstmals gedruckt 1946).